# 901 Brunsia
901 Brunsia
901 Brunsia là một tiểu hành tinh kiểu S trong nhóm Flora thuộc vành đai chính. Chu kỳ quay là 3,136 giờ.